# پادشاهی گیاگان

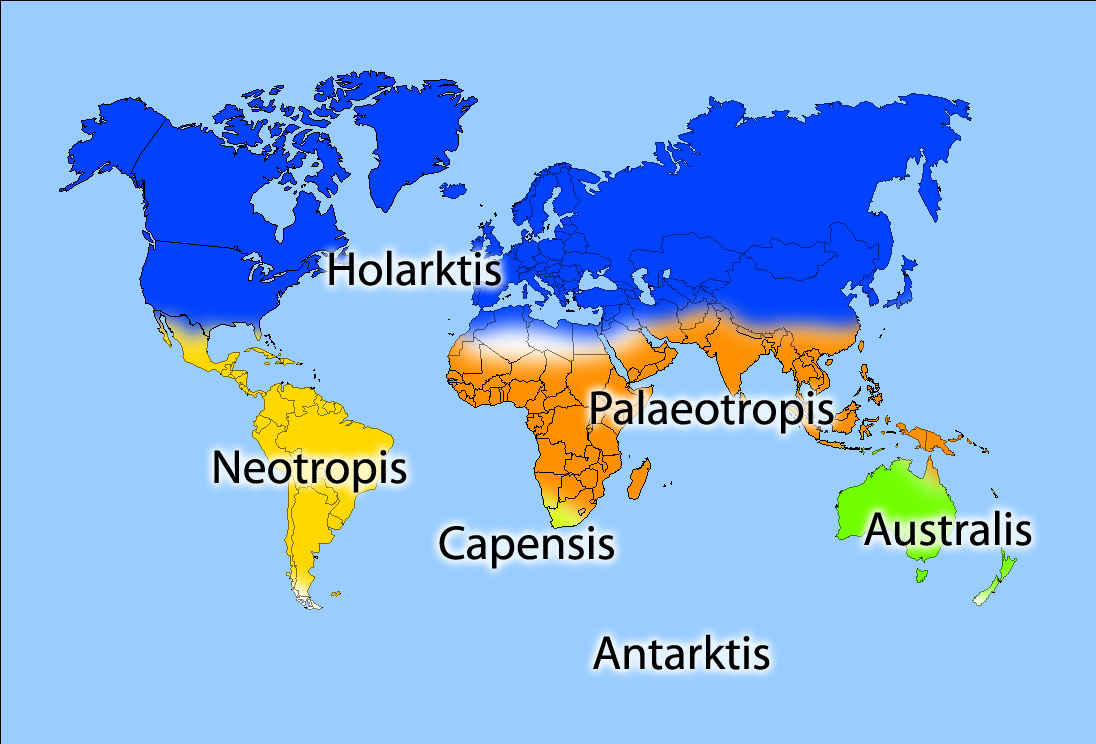
پادشاهی گیاگانی (گود، ۱۹۴۷)

پادشاهی گیاگان (به انگلیسی: Floristic Kingdom) یا فیتوکوریون (Phytochorion)، در جغرافیای گیاهی، یک منطقه جغرافیایی با ترکیب نسبتاً یکنواخت گونه‌های گیاهی است. فیتوکوریای کناری معمولاً یک مرز تیز ندارند، بلکه دارای یک مرز نرم هستند، یک ناحیه گذار که در آن گونه‌های زیادی از هر دو منطقه همپوشانی دارند. منطقه همپوشانی پهنه تنش پوشش گیاهی نامیده می‌شود.
در طرح‌های سنتی، مناطق در جغرافیای گیاهی بر اساس وجود خانواده‌ها، جنس‌ها یا گونه‌های بومی به‌صورت سلسله مراتبی طبقه‌بندی می‌شوند، به عنوان مثال، در مناطق گیاگانی (یا فلوریستیک، جغرافیای گیاهی)، یا همچنین در پادشاهی‌ها، منطقه‌ها و استان‌ها گاهی شامل دسته‌بندی امپراتوری و دامنه است. با این حال، برخی از نویسندگان ترجیح می‌دهند منطقه‌ها را رتبه‌بندی نکنند و آنها را صرفاً به عنوان «منطقه»، «ناحیه» (به معنای غیر سلسله مراتبی) یا «فیتوکوریا» یاد می‌کنند.

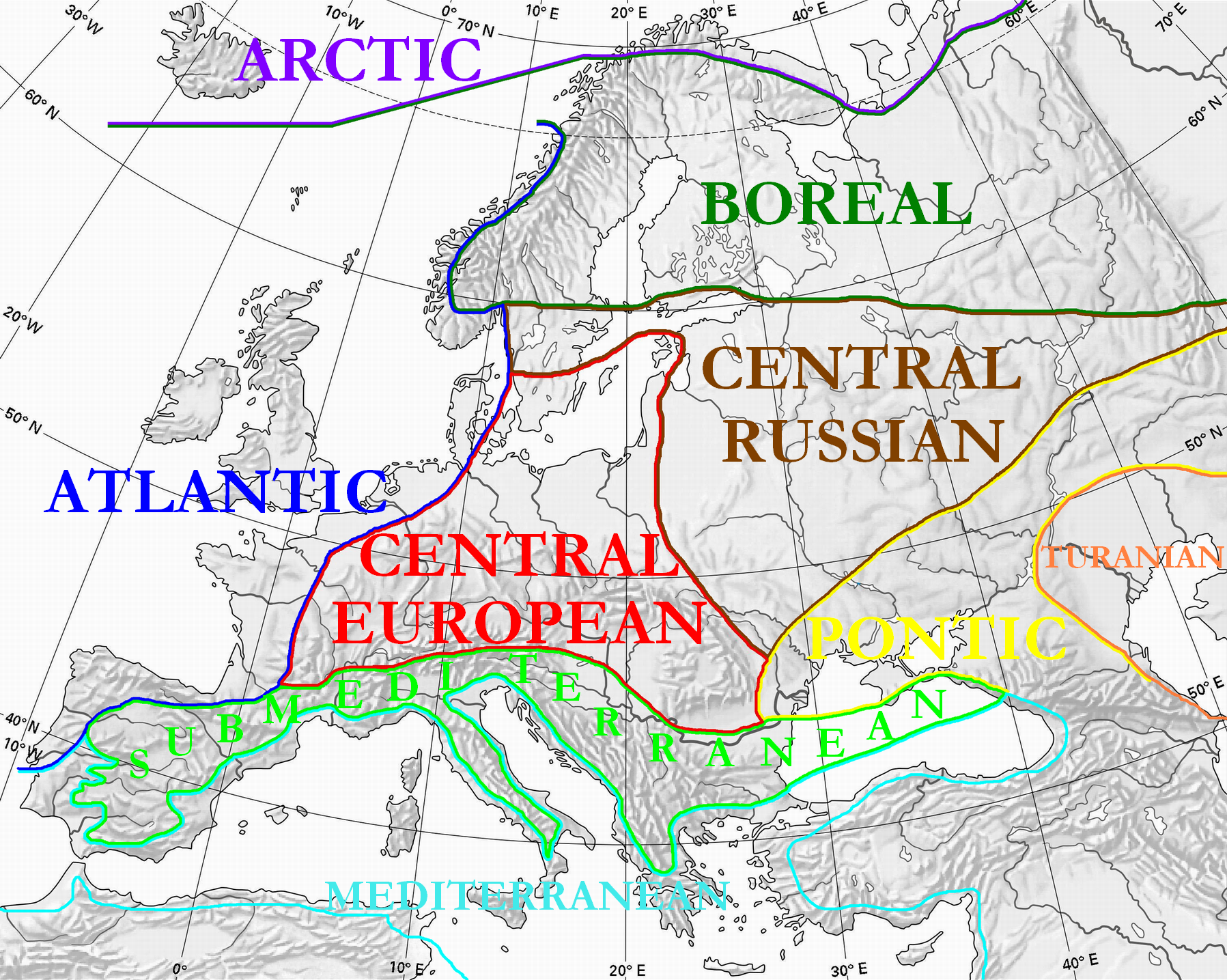
منطقه‌های گیاگانی در اروپا

سیستم‌های مورد استفاده برای طبقه‌بندی پوشش گیاهی را می‌توان به دو گروه عمده تقسیم کرد: سیستم‌هایی که از پارامترها و ویژگی‌های فیزیولوژیکی-محیطی استفاده می‌کنند و سیستم‌هایی که بر اساس روابط گیاگانی (یعنی جنس‌ها و گونه‌های مشترک) هستند. فیتوکوریا با ترکیب طبقه‌بندی گیاهی آنها تعریف می‌شود، در حالی که دیگر طرح‌های منطقه‌بندی (مانند نوع پوشش گیاهی، چهره‌شناسی، تشکیلات گیاهی، زیست‌بوم‌ها) ممکن است بسته به نویسنده، ویژگی‌های ظاهری یک جامعه (شکل زندگی چیره) عوامل محیطی، جانوران وابسته، عوامل انسانی یا مسائل سیاسی - حفاظتی را در نظر بگیرند.

## منطقه‌بندی تختجان (۱۹۷۸، ۱۹۸۶)
آرمن تختجان (۱۹۷۸، ۱۹۸۶)، در طرحی پرکاربرد که مبتنی بر کار گود است، سی و پنج منطقه گیاگانی (فلوریستیک) را شناسایی کرد که هر کدام به استان‌های گیاگانی (فلورستیک) تقسیم می‌شوند که در مجموع ۱۵۲ استان وجود دارد.

### پادشاهی همه‌شمالگان
- پادشاهی دیرین‌گرمسیری
- پادشاهی نوگرمسیری
- پادشاهی آفریقای جنوبی
- پادشاهی استرالزی
- پادشاهی جنوبگان